# Otagoa
Otagoa là một chi nhện trong họ Toxopidae, được mô tả đầu tiên bởi Raymond Robert Forster năm 1970. Tính đến  tháng 5 năm 2019, chi này được ghi nhận gồm 3 loài, đều được tìm thấy ở New Zealand: O. chathamensis, O. nova, and O. wiltoni.

## Các loài
- O. chathamensis Forster, 1970 – New Zealand
- O. nova Forster, 1970 – New Zealand
- O. wiltoni Forster, 1970 – New Zealand